# Równanie Pauliego
Równanie Pauliego – zaproponowane przez Wolfganga Pauliego w 1927 r. uogólnienie równania Schrödingera na przypadek cząstki o spinie 1/2 (np. elektronu, kwarku, atomu srebra itp.). Równanie to teoretycznie uzasadnia wynik eksperymentu Sterna-Gerlacha, który pokazał, że atomy srebra w postaci gazowej, przechodząc prostopadle do linii pola silnego magnesu, tworzyły dwie odseparowane wiązki – i to niezależnie od kierunku ustawienia pola magnetycznego względem wiązki wchodzącej do układu pomiarowego. Identyczne wyniki uzyskano dla innych cząstek o spinie 1/2. Według klasycznej fizyki oddziaływanie takie powinno prowadzić do w miarę jednorodnego rozmycia wiązki wzdłuż kierunku pola.
Równanie Pauliego jest równaniem nierelatywistycznym i wprowadza spin w sposób fenomenologiczny, tj. tak, by uzyskać zgodność z wynikami eksperymentów. Odpowiednikiem równania Pauliego jest relatywistycznie niezmiennicze równanie Diraca, które uzasadnia istnienie spinu jako wymóg Lorentzowskiej niezmienniczości równań fizyki.

## Hamiltonian cząstki bez spinu w polu elektromagnetycznym
Hamiltonian równania Schrödingera dla cząstki o ładunku {\displaystyle q} i masie m oddziałującej z zewnętrznym polem elektromagnetycznym ma postać:
{\displaystyle {\hat {H}}={\frac {1}{2m}}({\vec {p}}-q{\vec {A}})^{2}+q\varphi ,}
gdzie:
{\displaystyle {\vec {p}}=-i\hbar \nabla =-i\hbar {\bigg (}{\frac {\partial }{\partial _{x}}},{\frac {\partial }{\partial _{y}}},{\frac {\partial }{\partial _{z}}}{\bigg )}} – operator całkowitego pędu cząstki,
{\displaystyle {\vec {A}}=(A_{x},A_{y},A_{z})} oraz {\displaystyle \phi } – potencjały wektorowy i skalarny pola el-m.
Równanie to opisuje poprawnie ruch w polu elektromagnetycznym cząstek, które nie posiadają spinu i własnego momentu magnetycznego.

## Hamiltonian cząstki ze spinem w polu el-m

### Wektor operatorów macierzy sigma
Niektóre cząstki kwantowe posiadają obok ładunku także własny moment magnetyczny (np. elektrony, kwarki, niektóre atomy). Aby opisać oddziaływanie takich cząstek z polem el-m Pauli uzupełnił powyższy hamiltonian o wektor operatorów macierzowych
{\displaystyle {\vec {\sigma }}=(\sigma _{x},\sigma _{y},\sigma _{z})}
zbudowany z macierzy (zwanych macierzami Pauliego)
{\displaystyle \sigma _{x}=\left[{\begin{matrix}0&1\\1&0\end{matrix}}\right],\quad \sigma _{y}=\left[{\begin{matrix}0&-i\\i&0\end{matrix}}\right],\quad \sigma _{z}=\left[{\begin{matrix}1&0\\0&-1\end{matrix}}\right]}
w następujący sposób:
{\displaystyle {\hat {H}}={\frac {1}{2m}}{\big (}{\vec {\sigma }}\cdot ({\vec {p}}-q{\vec {A}}){\big )}^{2}+q\varphi {\hat {I}},}
gdzie:
{\displaystyle {\hat {I}}={\begin{pmatrix}1&0\\0&1\end{pmatrix}}} – macierz jednostkowa (działa jak operator identycznościowy)
znak {\displaystyle \cdot } oznacza mnożenie skalarne wektorów (w tym wektorów, których składowe są operatorami, jak w tym wypadku).
Wykonując przekształcenia algebraiczne, powyższe równanie upraszcza się do postaci
{\displaystyle {\hat {H}}={\frac {1}{2m}}\left[({\vec {p}}-q{\vec {A}})^{2}-q\hbar {\vec {\sigma }}\cdot {\vec {B}}\right]+q\phi \,{\hat {I}},}
gdzie {\displaystyle {\vec {B}}=\nabla \times {\vec {A}}} – wektor pola magnetycznego.
Wykorzystuje się przy tym tożsamość Pauliego:
{\displaystyle ({\vec {\sigma }}\cdot {\vec {a}})({\vec {\sigma }}\cdot {\vec {b}})={\vec {a}}\cdot {\vec {b}}+i\,{\vec {\sigma }}\cdot \left({\vec {a}}\times {\vec {b}}\right),}
gdzie {\displaystyle {\vec {a}},{\vec {b}}} – dowolne wektory.
Uwaga: Często opuszcza się znak operatora {\displaystyle {\hat {I}}} w zapisie równania Pauliego (i innych równań mechaniki kwantowej) – wtedy w zapisie hamiltonianu mamy formalnie sumę operatora macierzowego 2 × 2 i członu skalarnego – domyślnie jest on mnożony przez macierz jednostkową 2 × 2. W dalszej części artykułu znak {\displaystyle {\hat {I}}} będzie opuszczany.

### Operator spinowego momentu magnetycznego
Wprowadzenie operatora {\displaystyle {\vec {\sigma }}} do hamiltonianu oznacza uzupełnienie go o dodatkowy człon {\displaystyle -{\frac {q\hbar }{2m}}{\vec {\sigma }}\cdot {\vec {B}},} który jest operatorem odpowiadającym klasycznej energii potencjalnej oddziaływania między magnetycznym momentem dipolowym {\displaystyle {\vec {\mu }}_{s}} cząstki a zewnętrznym polem magnetycznym {\displaystyle {\vec {B}}.} W przypadku fizyki klasycznej energia ta ma postać
{\displaystyle \Delta U=-{\vec {\mu }}_{s}\cdot {\vec {B}},}
gdzie {\displaystyle {\vec {\mu }}_{s}} – wektor momentu magnetycznego.
Można nadać analogiczną postać operatorowi energii w równaniu Pauliego, wprowadzając operator spinowego momentu magnetycznego
{\displaystyle {\vec {\mu }}_{s}=\mu _{s}{\vec {\sigma }},}
przy czym {\displaystyle \mu _{s}} oznacza wartość momentu magnetycznego
{\displaystyle \mu _{s}={\frac {q\hbar }{2m}}.}
Operator Hamiltona przyjmie wtedy postać
{\displaystyle {\hat {H}}={\frac {1}{2m}}({\vec {p}}-q{\vec {A}})^{2}+(-{\vec {\mu }}_{s}\cdot {\vec {B}})+q\phi .}
Klasycznemu wektorowi momentu magnetycznego odpowiada więc w równaniu Pauliego wektorowy operator macierzowy 2 × 2 o postaci {\displaystyle {\vec {\mu }}_{s}=\mu _{s}{\vec {\sigma }},} ze względu na wektorowo-macierzową postać operatora {\displaystyle {\vec {\sigma }}.} Hamiltonian ma więc tu postać macierzy 2 × 2.
Hamiltonian w takiej postaci gwarantuje, że rozwiązania równania Pauliego posiadają zawsze dwie wartości własne niezależnie od tego, jak przyjmie się osie układu współrzędnych w zapisie wektorów pola el-m (co spełnia wymóg, iż prawa fizyki powinny mieć formę niezależną od układu współrzędnych, w którym zapisze się je).

## Równanie Pauliego zależne od czasu
Równanie Pauliego w postaci zależnej od czasu otrzymuje się, wstawiając powyżej opisany hamiltonian do równania Schrödingera zależnego od czasu, które ma postać
{\displaystyle {\hat {H}}\Psi ({\vec {r}},t)=i\hbar {\frac {\partial }{\partial t}}\Psi ({\vec {r}},t).}
Stąd otrzymuje się równanie Pauliego
{\displaystyle \left[{\frac {1}{2m}}({\vec {p}}-q{\vec {A}})^{2}+(-{\vec {\mu }}_{s}\cdot {\vec {B}})+q\phi \right]\Psi ({\vec {r}},t)=i\hbar {\frac {\partial }{\partial t}}\Psi ({\vec {r}},t),}
gdzie:
{\displaystyle m} – masa cząstki,
{\displaystyle q} – ładunek cząstki,
{\displaystyle {\vec {r}}} – wektor położenia cząstki,
{\displaystyle {\vec {p}}=-i\hbar \nabla } – wektorowy operator pędu,
{\displaystyle {\vec {A}}} – potencjał wektorowy pola el-m,
{\displaystyle \phi } – potencjał skalarny pola el-m,
{\displaystyle {\vec {\mu }}_{s}=\mu _{s}{\vec {\sigma }}} – wektorowy operator momentu magnetycznego,
{\displaystyle {\vec {B}}} – wektor indukcji pola magnetycznego.
Rozwiązaniami oryginalnego równania Schrödingera są skalarne funkcje falowe {\displaystyle \Psi ({\vec {r}},t).} W równaniu Pauliego jest inaczej: ze względu na to, że hamiltonian ma tu postać macierzy 2 × 2, rozwiązaniami równania Pauliego są funkcje falowe w postaci wektora o dwóch składowych (tzw. spinory):
{\displaystyle \Psi ({\vec {r}},t)={\begin{bmatrix}\psi _{+}({\vec {r}},t)\\\psi _{-}({\vec {r}},t)\end{bmatrix}},}
gdzie:
- {\displaystyle \psi _{+}({\vec {r}},t)} – funkcja falowa stanu spinowego cząstki „zgodnego” z kierunkiem pola {\displaystyle {\vec {B}}} (stan {\displaystyle |+\rangle } według notacji Diraca),
- {\displaystyle \psi _{-}({\vec {r}},t)} – funkcja falowa stanu spinowego cząstki „przeciwnego” do pola (stan {\displaystyle |-\rangle } według notacji Diraca).

## Gęstość prawdopodobieństwa
Znając funkcje falowe {\displaystyle \psi _{+}({\vec {r}},t)} oraz {\displaystyle \psi _{-}({\vec {r}},t),} łatwo obliczyć gęstości prawdopodobieństwa znalezienia cząstki w położeniu {\displaystyle {\vec {r}}} w chwili {\displaystyle t} w stanach spinowych {\displaystyle |+\rangle } oraz {\displaystyle |-\rangle }
{\displaystyle \rho _{+}=\psi _{+}^{*}({\vec {r}},t)\,\psi _{+}({\vec {r}},t)\equiv |\psi _{+}({\vec {r}},t)|^{2}}
{\displaystyle \rho _{-}=\psi _{-}^{*}({\vec {r}},t)\,\psi _{-}({\vec {r}},t)\equiv |\psi _{-}({\vec {r}},t)|^{2},}
gdzie {\displaystyle *} – sprzężenie zespolone funkcji.
Wynik ten oznacza, że gęstości prawdopodobieństwa znalezienia cząstki w położeniu {\displaystyle {\vec {r}}} w stanie spinowym {\displaystyle |+\rangle } oraz {\displaystyle |-\rangle } będą zmieniać się w czasie.
Całkowitą gęstość prawdopodobieństwa znalezienia cząstki w położeniu {\displaystyle {\vec {r}}} w chwili {\displaystyle t} niezależnie od jej stanu spinowego powinna być równa sumie prawdopodobieństw znalezienia cząstki w tym położeniu w stanie spinowym {\displaystyle |+\rangle } oraz w stanie spinowym {\displaystyle |-\rangle .} Aby uzyskać taki wynik trzeba przyjąć definicję nieco inną niż powyższe definicje {\displaystyle \rho _{+},\rho _{-}{:}}
{\displaystyle \rho ({\vec {r}},t)=\Psi ({\vec {r}},t)^{\dagger }\cdot \Psi ({\vec {r}},t),}
gdzie:
{\displaystyle \Psi ^{\dagger }=[\psi _{+}^{*},\,\psi _{-}^{*}]} – tzw. sprzężenie hermitowskie wektora {\displaystyle \Psi .}
W definicji istotna jest kolejność czynników: {\displaystyle \Psi ^{\dagger }} musi być przed {\displaystyle \Psi ,} gdyż mamy tu mnożenie wektorów w postaci wiersza i kolumny i tylko dla takiej kolejności mnożenie da w wyniku skalar. (W analogicznym wyrażeniu na gęstość prawdopodobieństwa dla równania Schrödingera funkcja falowa jest skalarem, stąd kolejność mnożenia nie ma znaczenia).
Wykonując obliczenia, otrzymuje się
{\displaystyle \rho ({\vec {r}},t)=[\psi _{+}^{*}({\vec {r}},t),\,\psi _{-}^{*}({\vec {r}},t)]\cdot {\begin{bmatrix}\psi _{+}({\vec {r}},t)\\\psi _{-}({\vec {r}},t)\end{bmatrix}}=|\psi _{+}({\vec {r}},t)|^{2}+|\psi _{-}({\vec {r}},t)|^{2}.}
W ogólnym przypadku powyższa gęstość prawdopodobieństwa będzie zależeć od czasu (np. gdy elektron znajduje się w polu elektromagnetycznym zmieniającym się w czasie).

## Równanie Pauliego niezależne od czasu
W przypadku procesów stacjonarnych, tzn. gdy energia cząstki nie ulega zmianie w czasie (np. ruch elektronu w stałych polach magnetycznym lub elektrycznym), równanie Pauliego upraszcza się do tzw. postaci niezależnej od czasu
{\displaystyle \left[{\frac {1}{2m}}({\vec {p}}-q{\vec {A}})^{2}+(-{\vec {\mu }}_{s}\cdot {\vec {B}})+q\phi \right]\Psi ({\vec {r}})=E\,\Psi ({\vec {r}}),}
gdzie:
{\displaystyle E} – stała energia cząstki,
{\displaystyle \Psi ({\vec {r}})} – część funkcji falowej zależna tylko od zmiennych przestrzennych.
W równaniu tym zamiast operatora różniczkowania po czasie pojawia się stała {\displaystyle E.} Rozwiązanie tego równania prowadzi do wyznaczenia możliwych (dozwolonych) i stałych w czasie wartości energii {\displaystyle E_{n}} oraz odpowiadających im funkcji własnych hamiltonianu
{\displaystyle \Psi _{n}({\vec {r}})={\begin{bmatrix}\psi _{+,n}({\vec {r}})\\\psi _{-,n}({\vec {r}})\end{bmatrix}},\quad n=0,1,\dots ,}
zaś funkcje falowe będące rozwiązaniami równania Pauliego zależnego od czasu mają teraz postać iloczynu
{\displaystyle \Psi _{n}({\vec {r}},t)=e^{{\frac {iE_{n}}{\hbar }}t}\Psi _{n}({\vec {r}}),\quad n=0,1,\dots }
Wykonując obliczenia gęstości prawdopodobieństw, otrzymuje się
{\displaystyle \rho _{+}({\vec {r}},t)=|\psi _{+}({\vec {r}})|^{2},}
{\displaystyle \rho _{-}({\vec {r}},t)=|\psi _{-}({\vec {r}})|^{2},}
{\displaystyle \rho ({\vec {r}},t)=|\psi _{+}({\vec {r}})|^{2}+|\psi _{-}({\vec {r}})|^{2},}

## Równanie Pauliego a eksperymenty
Równanie Pauliego można zapisać w postaci
{\displaystyle \left[{\frac {1}{2m}}({\vec {p}}-q{\vec {A}})^{2}+q\phi \right]\Psi ({\vec {r}})+\left[(-{\vec {\mu }}_{s}\cdot {\vec {B}})\right]\Psi ({\vec {r}})=E\,\Psi ({\vec {r}})}
Pierwszy człon po lewej odpowiada za oddziaływanie cząstki naładowanej nie posiadającej spinu z polem elektromagnetycznym, zaś drugi człon odpowiada za oddziaływanie spinu z polem magnetycznym. Widać stąd, że:
Jeżeli {\displaystyle {\vec {B}}=0,} to drugi człon znika i równanie Pauliego sprowadza się do równania Schrödingera.
Na podstawie drugiego członu równania Pauliego wyjaśniono teoretycznie:
- doświadczenie Sterna-Gerlacha – atomy srebra mające na powłoce walencyjnej niesparowane elektrony przyjmują dwa stany spinowe – zgodnie z polem magnetycznym lub przeciwnie, co powoduje rozszczepienie wiązki atomów na dwie, gdy przechodzi przez silne, niejednorodne pole magnetyczne
- anomalny efekt Zemana – tu drugi człon równania Pauliego odpowiada za rozszczepienie poziomów energetycznych elektronów w atomach/cząsteczkach, z powodu oddziaływania spinów elektronowych z zewnętrznym polem magnetycznym; na skutek tego następuje rozszczepienie linii widmowych